# Ukraińska cerkiew greckokatolicka w ZSRR w latach 1945–1991

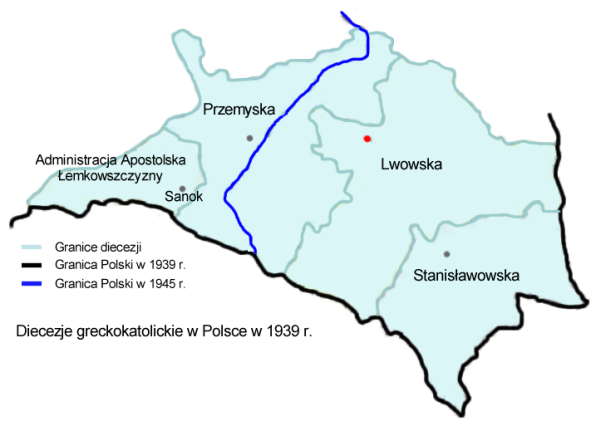

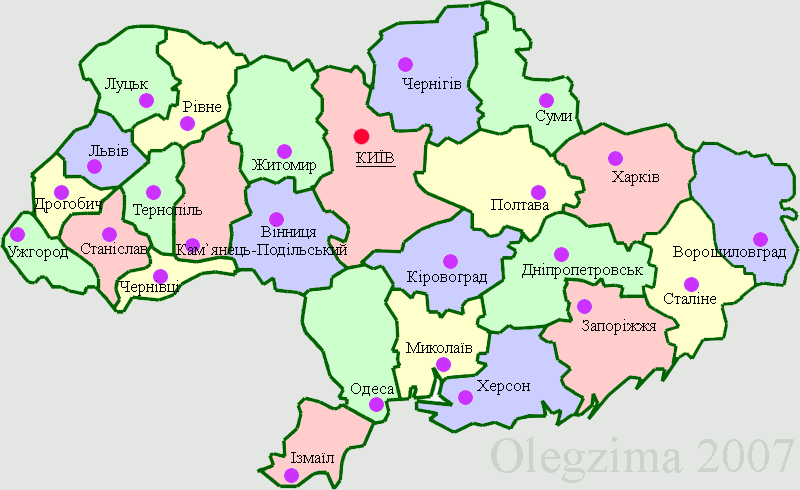

Ukraińska cerkiew greckokatolicka w ZSRR w latach 1945–1991 – chrześcijańska wspólnota wyznaniowa działająca na terenie Ukraińskiej Socjalistycznej Republiki Radzieckiej.

## Działania na rzecz likwidacji Cerkwi greckokatolickiej w latach 1939–1941
Sowiecka okupacja wschodniej Polski od września 1939 narzuciła zwierzchnictwo Moskwy nad galicyjską metropolią Kościoła greckokatolickiego, który w XIX w. w Imperium Rosyjskim został całkowicie zlikwidowany (synod połocki, likwidacja unickiej diecezji chełmskiej). Władze okupacyjne nie kryły swoich zamiarów wobec grekokatolików. Nagonkę propagandową rozpoczął 9 października 1939 dziennik Komunist, oskarżając greckokatolickie struktury kościelne o współpracę z „polską burżuazją” i „antyradziecką agitację”. Równolegle zamknięto ponad 20 greckokatolickich tytułów prasowych i podjęto działania na rzecz wycofania literatury religijnej z bibliotek i księgarń. Zamknięte zostały seminaria i klasztorne nowicjaty. 22 października 1939 wybrane w pseudodemokratycznych wyborach Zgromadzenie Narodowe Ukrainy przegłosowało dekret o nacjonalizacji wszystkich majątków greckokatolickich, wliczając w to klasztory i cerkwie. Zabroniono funkcjonowania organizacji greckokatolickich, zaś księży ogłoszono „społecznie nieprzydatnymi” i obłożono wysokimi podatkami, do 15 tys. rubli rocznie. Metropolita osobiście interweniował u Nikity Chruszczowa w sprawie tych obciążeń, uzyskując niewielkie obniżki.
Metropolita Andrzej Szeptycki wydał 9 października 1939 list pasterski, w którym podkreślał trudność nowej sytuacji Kościoła i podkreślał konieczność kształcenia dzieci i młodzieży w duchu wiary greckokatolickiej. Kilka miesięcy później zaapelował do kapłanów, by nie angażowali się otwarcie po stronie żadnej siły politycznej, by uniknąć dalszych represji. Szeptycki zezwolił również na odprawianie nabożeństw w prywatnych domach i złagodził zasady udzielania dyspensy dla zakonników na przebywanie poza klasztorem. Fakt, iż ateizacja społeczeństwa nie postępowała w spodziewanym przez władze stalinowskie tempie, skłonił władze do zwiększenia nakładów na kampanię antyreligijną prowadzoną przez media, komunistyczne organizacje młodzieżowe oraz Związek Wojujących Bezbożników. Zwiększono również nacisk na szkoły, by wprowadziły do programów treści ateistyczne i uczyniono tradycyjne święta dniami roboczymi.
Równolegle z kampanią ateizacji podjęte zostały działania na rzecz wprowadzenia na teren Galicji wpływów Rosyjskiej Cerkwi Prawosławnej. 17 października 1939 Pantelejmon (Rożnowski) został mianowany biskupem Grodna z poleceniem prowadzenia działalności misyjnej na Zachodniej Białorusi i Ukrainie. W połowie roku kolejnego Mikołaj (Jaruszewicz) został egzarchą wołyńskim. 28 października 1940, mimo oporów nawet hierarchów prawosławnych dostrzegających trudności w czasie ewentualnej akcji nawracania, patriarchat moskiewski wyraźnie zadeklarował chęć doprowadzenia do likwidacji grekokatolicyzmu.
Przygotowania władz radzieckich do ewentualnej ekspansji Rosyjskiej Cerkwi Prawosławnej lub zupełnej ateizacji tych obszarów przerwał w czerwcu 1941 wybuch wojny niemiecko-radzieckiej.

## Rok 1944

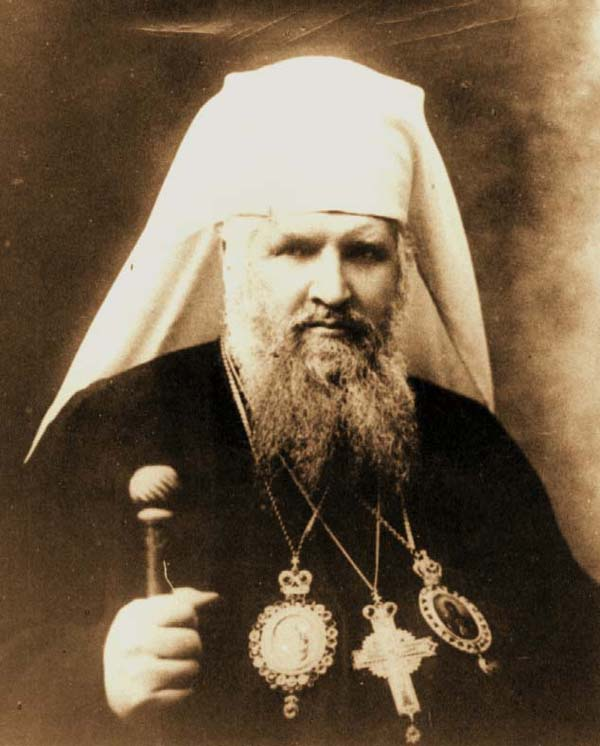
Metropolita Andrzej Szeptycki

Latem i jesienią 1944 armia radziecka zajęła Wschodnią Galicję, jak również Ukrainę Zakarpacką z diecezją greckokatolicką w Mukaczewie-Użhorodzie, a wkrótce rozszerzyła hegemonię sowiecką na wszystkie przyległe obszary, gdzie żyli ukraińscy unici, tzn. Polskę (część diecezji przemyskiej i Apostolskiej Administracji Łemkowszczyzny) i Czechosłowację (diecezja Preszow). W liście do kardynała Tisseranta z marca 1944 Szeptycki wyrażał ogromne obawy związane z powrotem radzieckich okupantów. Początkowo jednak polityka radziecka zdawała się zmienić swój ogólny kierunek; ateizacja nie była tak akcentowana.
Jednak po początkowym niezdecydowaniu (zezwolenie na uroczysty pogrzeb metropolity Andrzeja Szeptyckiego we Lwowie i udział w nim przedstawicieli nowych władz) Józef Stalin nakazał likwidację Kościoła greckokatolickiego i jego przymusowe włączenie do kontrolowanej przez państwo Rosyjskiej Cerkwi Prawosławnej. W marcu Stalin zatwierdził dziesięciopunktowy projekt opracowany przez ukraińskich działaczy partii komunistycznej, który zakładał likwidację struktur Cerkwi greckokatolickiej połączone z wzmacnianiem struktur prawosławnych na Ukrainie. Równolegle na nowo rozpoczęły się prasowe ataki na kapłanów greckokatolickich. Stalinowscy publicyści atakowali całą historię i tradycję Kościoła greckokatolickiego oraz powtarzali znane już oskarżenia o czynny nacjonalizm i organizowanie antyradzieckiego ruchu oporu. Jednym z głównych organizatorów nagonki medialnej był lwowski dziennikarz Jarosław Hałan, pracownik dziennika Wolna Ukraina.

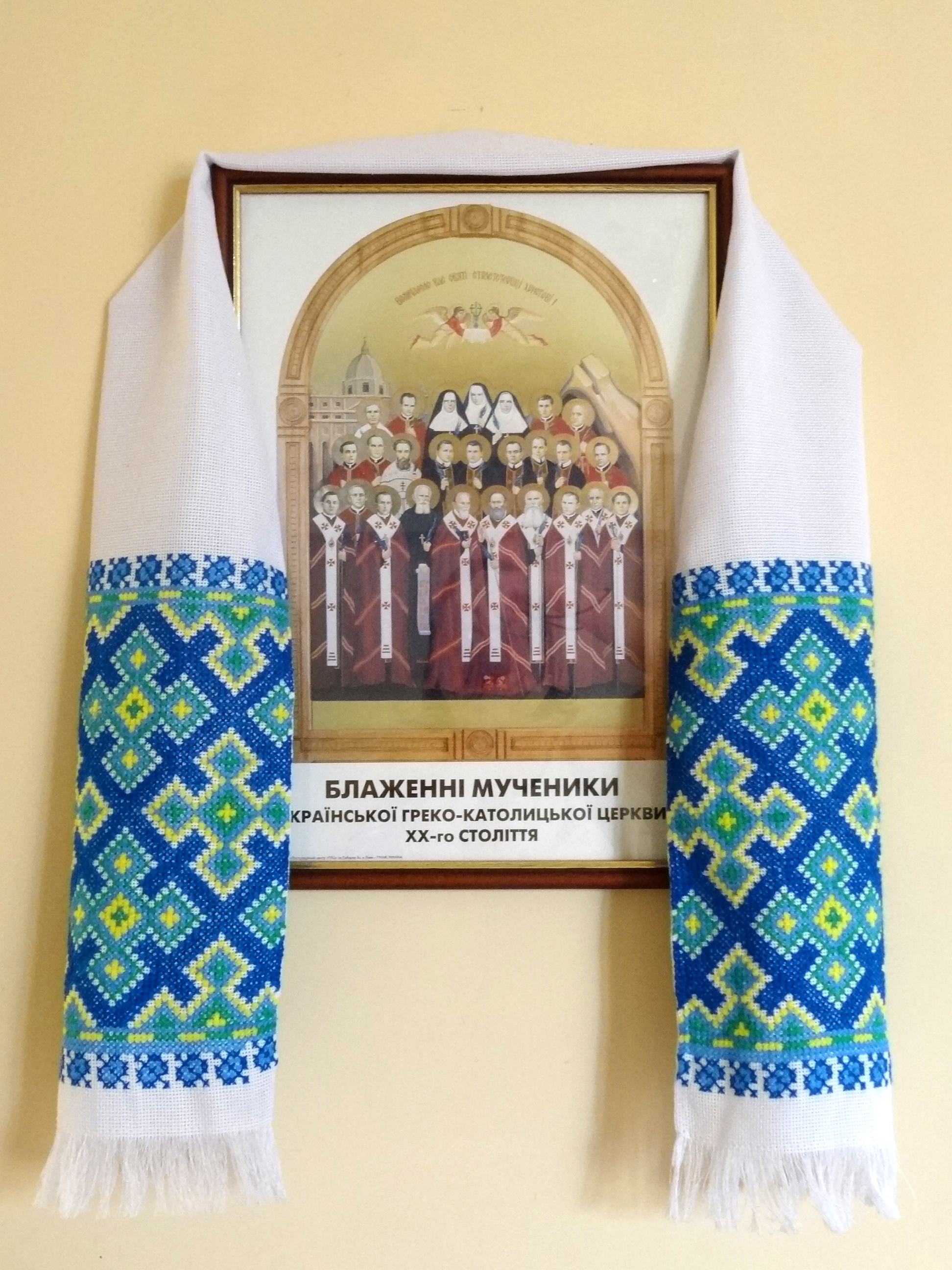
Męczennicy ukraińskiej cerkwi greckokatolickiej XX w. na obrazie w kościele w Winnicy – fot. Ivonna Nowicka

11 kwietnia 1945 NKWD aresztowało metropolitę Josyfa Slipyja i czterech innych biskupów z Galicji: Grzegorza Chomyszyna, Iwana Łatyszewskiego, Nikitę Budkę i Hryhorija Łakotę. W czasie, gdy biskupi i inni duchowni, którzy odmówili „przejścia” na prawosławie, zostali oskarżeni o rzekome przestępstwa polityczne i wysłani do obozów koncentracyjnych (których poza metropolitą żaden nie przeżył), NKWD stworzyło „ochotniczy” ruch na rzecz „reunifikacji” z Rosyjską Cerkwią Prawosławną. Ruch ten, mimo pozorów oparcia się na kapłanach dobrowolnie pragnących zjednoczenia, w rzeczywistości był sztucznie napędzany przez kapłanów, na których wymuszono (również torturami) formalne opowiedzenie się za „unifikacją”. Niemal natychmiast po dokonaniu aresztowań hierarchów Rosyjska Cerkiew Prawosławna wyznaczyła Mychajłę Oksijuka, po ślubach mniszych – Makarego, biskupem lwowskim i tarnopolskim, z wyraźnym poleceniem, by skoordynował swoje działania z „oddolnym ruchem na rzecz jedności Cerkwi”.

## „Grupa inicjatywna” i „sobór lwowski”
„Grupa inicjatywna na rzecz reunifikacji Kościoła greckokatolickiego z Cerkwią Prawosławną”, na czele której stał ks. Hawryło Kostelnyk, formalnie ujawniła się 28 maja. W tym dniu Grupa ogłosiła dwa listy. Pierwszy był skierowany do rządu radzieckiej Ukrainy z prośbą o aprobatę i uznanie prawa Grupy do prowadzenia kampanii „zjednoczeniowej”. Drugie pismo informowało kler greckokatolicki, że Grupa została utworzona „za zezwoleniem władz państwowych” i „nie uzna żadnego innego zwierzchnictwa administracyjnego w Kościele greckokatolickim”. 18 czerwca 1945 Pawło Chodczenko, republikański pełnomocnik Rady ds. Rosyjskiej Cerkwi Prawosławnej, odpowiedział w imieniu rządu Ukrainy, uznając Grupę inicjatywną za jedyny tymczasowy organ administracji kościelnej, który jest upoważniony do kierowania wszystkimi sprawami istniejących parafii greckokatolickich na terenie zachodniej Ukrainy i prowadzenia dzieła zjednoczenia powyższych parafii z Rosyjską Cerkwią Prawosławną.
Grupa inicjatywna została upoważniona „do załatwienia z rządem wszystkich kwestii prawnych dotyczących administrowania parafiami greckokatolickimi”. List instruował Grupę inicjatywną, że należy przysłać Chodczence „spisy wszystkich dziekanów, proboszczów i przeorów, którzy odmówili uznania jurysdykcji Grupy inicjatywnej”. List Chodczenki jest jedynym oficjalnie opublikowanym dokumentem potwierdzającym bezpośrednie zaangażowanie rządu w proces niszczenia Kościoła unickiego. Akcja ta była w jawny sposób niezgodna z formalnymi ustaleniami radzieckiej konstytucji i istniejącego ustawodawstwa dotyczącego religii.
Przeciwko rozporządzeniu Chodczenki zaprotestowała grupa pozostających jeszcze na wolności greckokatolickich hierarchów, na czele z archimandrytą Kłymentem Szeptyckim. W liście do Wiaczesława Mołotowa powoływali się oni na istniejące w radzieckim prawie przepisy o wolności religijnej, wskazywali na manipulowanie faktami z historii Cerkwi greckokatolickiej, jakiego dopuszczała się „Grupa inicjatywna”, wreszcie domagali się uwolnienia metropolity Slipyja i innych uwięzionych duchownych. Zapewniali równocześnie, że grekokatolicy nie mają zamiaru prowadzić działalności antyrządowej. Działania te nie przyniosły żadnych rezultatów. NKWD w dalszym ciągu przeprowadzało aresztowania księży, szczególnie uderzając w zakon bazylianów. Do końca czerwca liczba uwięzionych przekroczyła 200 osób.
„Grupa inicjatywna” prowadziła również działania określane jako „reedukacja polityczna” grekokatolików. W sierpniu 1945 rozprowadziła pięć tysięcy egzemplarzy antypapieskiej broszury autorstwa Kostelnyka, atakującej unię brzeską i wzywającą do przyjęcia prawosławia. W czasie wielu prywatnych spotkań z księżmi Kostelnyk twierdził, że mimo formalnego przejścia do Rosyjskiej Cerkwi Prawosławnej będą oni mogli zachować dotychczasową obrzędowość i służyć wiernym bez żadnych zmian. Sugerował, że tylko takie rozwiązanie jest działaniem dla dobra wiernych. Równocześnie przedstawiciele „grupy inicjatywnej” systematycznie informowali władze o opornych kapłanach. Ci ostatni – o ile nie zdecydowali się na podpisanie dokumentu poświadczającego wolę konwersji na prawosławie – byli automatycznie usuwani ze swoich parafii, a najczęściej także aresztowani. Takie łączenie różnych form nacisku „grupa inicjatywna” uznała za skuteczne – w październiku 1945 Kostelnyk szacował, że do końca roku najwyżej setka kapłanów będzie jeszcze negatywnie nastawiona do „reunifikacji”. Przyznawał jednak, że wśród osób podpisujących wolę konwersji jest wielu duchownych, którzy uczynili to ze strachu lub pragnąc kontynuować swoją działalność duszpasterską pod pozorem uległości wobec władzy.
Kulminacja kampanii „zjednoczeniowej” nastąpiła na tzw. soborze lwowskim w marcu 1946, kiedy zgromadzenie wybranych hierarchów „anulowało” unii brzeskiej (zjazd ten nie był zgodny z prawem kanonicznym). Mimo faktu, iż władze stalinowskie nigdy formalnie nie zlikwidowały Cerkwi greckokatolickiej, do 1949 wcielono siłą do Rosyjskiej Cerkwi Prawosławnej Kościół greckokatolicki na Zakarpaciu, a analogiczne „zjednoczenie” przeprowadzono w greckokatolickiej diecezji preszowskiej we wschodniej Słowacji. W 1948 przeprowadzono likwidację unii w Rumunii, która wprowadziła prawosławie również do około 10 ukraińskich parafii greckokatolickich w rejonie przyłączonym do Zakarpacia. Kościół greckokatolicki został de facto zniesiony również w Polsce w latach 1947–1949.
Stan cerkwi greckokatolickiej w Ukraińskiej Socjalistycznej Republice Radzieckiej po II wojnie światowej przedstawiał się następująco – cztery diecezje z 2326 parafiami, ponad 4000 świątyń i około 3,5–4 mln wiernych. Posługi pełniło 8 biskupów i około 2400 księży. Cztery diecezje utrzymywały akademię teologiczną, 4 seminaria duchowne z 565 alumnami, jak również 35 klasztorów męskich z 155 zakonnikami i 347 braćmi, 123 klasztory żeńskie z 979 zakonnicami.
Przymusowe „zjednoczenie” nie zakończyło istnienia Kościoła greckokatolickiego. Przetrwał on w formalnych strukturach prawosławnych jako Kościół „kryptounicki”, w Gułagu, na wygnaniu i w podziemiu na terenie zachodniej Ukrainy. Jednak prawo legalnego funkcjonowania otrzymał dopiero na przełomie lat 1989–1990.

## Kościół unicki po śmierci Stalina
Śmierć Stalina w marcu 1953, walka o władzę po nim i kampania tzw. destalinizacji podjęta przez Nikitę Chruszczowa miały znaczący wpływ na ukraiński Kościół greckokatolicki. W kilka miesięcy po śmierci dyktatora metropolita Josyf Slipyj, którego 8-letni wyrok skończył się w kwietniu 1953, został przeniesiony z rozkazu Ławrientija Berii, z obozu w Mordowii do Moskwy. Szukając sojuszników w walce o władzę na Ukrainie i w innych republikach nierosyjskich, Beria wystąpił przeciwko rusyfikacji zachodniej Ukrainy. Jego wysłannicy zaczęli potajemne negocjacje ze Slipyjem na temat normalizacji stosunków z Watykanem i legalizacji Kościoła unickiego na zachodniej Ukrainie. Rozmowy ze Slipyjem zostały nagle przerwane po aresztowaniu Berii. Slipyj nie przyjął oferty tajnej policji wyrzeczenia się wierności papieżowi w zamian za wolność i wysokie stanowisko w Rosyjskiej Cerkwi Prawosławnej, został więc ponownie skazany in absentia na zesłanie do Kraju Krasnojarskiego, gdzie pozostawał ze statusem półwięźnia aż do następnego aresztowania w 1958. W latach 1955–1956, w wyniku rozwiązania przez Chruszczowa systemu Gułagu, kilkuset księży i zakonników unickich zwolniono z obozów i zezwolono im na powrót na zachodnią Ukrainę.
Wśród nich było dwóch biskupów: Mykoła Czarnećkyj, który wrócił do Lwowa, i Iwan Latyszewski – biskup pomocniczy z diecezji stanisławowskiej, który wrócił do Stanisławowa. Chociaż zabroniono im angażowania się w działalność duszpasterską, podjęli swoje biskupie obowiązki, wyświęcając pewną liczbę kapłanów. Ponieważ wielu księży unickich, którzy formalnie służyli jako kapłani prawosławni zwróciło się do biskupów o rozgrzeszenie i ponowne przyjęcie na łono Kościoła greckokatolickiego, w 1956 biskup Czarnećkyj zadecydował, żeby kontynuowali posługę wiernym w Cerkwi Prawosławnej, a potajemnie należeli do Kościoła unickiego. W ten sposób nielegalny Kościół, nie mogąc jawnie służyć wiernym, utrzymał swą obecność w formalnej Cerkwi Prawosławnej dzięki „kryptounickiemu” klerowi, a nawet uzupełniał w pewnej mierze szeregi swych kapłanów w „krypto-unickich” seminariach duchownych.

## Ponowne zaostrzenie kursu wobec Cerkwi Greckokatolickiej
Destalinizacja, jak również przywrócenie Kościoła greckokatolickiego w Polsce w latach 1956–1957, przywróciły nadzieje na powtórną legalizacji Kościoła unickiego na zachodniej Ukrainie. Napłynęła ogromna ilość spontanicznych petycji od wiernych w sprawie legalizacji, a w kilku parafiach odrzucono prawosławie. Opublikowanie w grudniu 1957 rezolucji przyjętej na konferencji dziekanów diecezji lwowskiej, która odbyła się w Ławrze Poczajowskiej w październiku zniweczyło te nadzieje. Rezolucja wyraźnie podkreślili że stanowisko rządu radzieckiego wobec ukraińskiego Kościoła greckokatolickiego nie zmieniło się i jest on nadal traktowany jak narzędzie w rękach „wrogów ojczyzny”.
Bardziej niedwuznacznym sygnałem zaostrzania się linii postępowania władz w stosunku do Kościoła unickiego było aresztowanie wiosną 1958, pod zarzutem nielegalnych kontaktów z klerem i przekazywania listów pasterskich i innych pism, zesłanego metropolity Slipyja. Po długich przesłuchaniach skazano go w czerwcu 1959 w zamkniętym procesie w Kijowie na dodatkowe 7 lat więzienia. Dopiero rozmowy między papieżem Janem XXIII a Nikitą Chruszczowem w latach 1961–1963 przyniosły w końcu stycznia 1963 uwolnienie metropolity z więzienia. 4 lutego 1963, po mianowaniu w tajemnicy Wasyla Wełyczkowskiego biskupem-egzarchą Lwowa, opuścił on Moskwę udając się do Rzymu. Zbliżenie watykańsko-moskiewskie nie polepszyło jednak sytuacji Kościoła greckokatolickiego na Ukrainie – wkrótce podjęto na nowo represje przeciwko działającym w podziemiu biskupom i klerowi unickiemu.
Relatywne polepszenie stosunków zbiegło się z końcową fazą „destalinizacji” radzieckiej polityki antyreligijnej prowadzonej przez Chruszczowa, której głównym celem stała się w końcu lat 50. Rosyjska Cerkiew Prawosławna. Przed jego odejściem w końcu 1964 zamknięto wiele prawosławnych świątyń, klasztorów i seminariów duchownych.
Szukając sposobów przypodobania się Kremlowi, moskiewski patriarchat reaktywował swą funkcję inspiratora i apologety radzieckiej polityki zagranicznej. Rosyjska Cerkiew Prawosławna przystąpiła w 1960 do Światowej Rady Kościołów i zapoczątkowała kontakty z Watykanem. Istotnym punktem w stosunkach patriarchatu z Watykanem stał się nielegalny ukraiński Kościół greckokatolicki w ZSRR. Można powiedzieć, że maksymalnym dążeniem Moskwy w tym względzie byłaby rezygnacja papieża z unitów, co doprowadziłoby do „prawdziwego” zbliżenia między prawosławiem rosyjskim a katolikami, celem minimalnym było utrwalenie status quo i powstrzymanie Watykanu przed poruszeniem sprawy legalizacji Kościoła greckokatolickiego na forum publicznym.
Moskiewski patriarchat miał nadzieję, że bliższe więzi z papiestwem zneutralizowałyby naciski emigracyjnych kół unickich na Watykan, jak również zdemoralizowałyby podziemny Kościół na Ukrainie. W obu przypadkach patriarchat osiągnął kilka sukcesów w czasie pontyfikatu Pawła VI, który zbiegł się z okresem rządów Leonida Breżniewa.

## Czasy Breżniewa
Nie zniechęcony sankcjami dyscyplinarnymi w latach 1965–1966 kler greckokatolicki zaczął od połowy 1966 celebrować w niedziele i ważniejsze święta msze w nieczynnych cerkwiach na zachodniej Ukrainie, sprawdzając niejako, na ile działania takie zostaną zaakceptowane przez władze. Do sierpnia 1967 około 200 cerkwi zostało w ten sposób otwartych przez ukraińskich katolików w Galicji, a wielu „przyjętych” na łono Kościoła prawosławnych kapłanów szukało potajemnie powrotu do Kościoła unickiego.
Liczne petycje w sprawie legalnego zarejestrowania ukraińskich parafii greckokatolickich były odrzucane przez władze. W lipcu 1967 KGB we Lwowie i komisarz okręgowy Rady ds. Religii oświadczyli biskupowi Wełyczkowskiemu, że:
- działania kleru greckokatolickiego (otwieranie kościołów, publiczne odprawianie mszy, kazania) są wbrew prawu i będą wkrótce z całą stanowczością ukarane;
- parafie greckokatolickie nie mogą być zarejestrowane, ponieważ Kościół greckokatolicki, który był sojusznikiem Niemców, jako instytucja wywrotowa, skompromitowana i potępiona przez naród, został zlikwidowany;
- poszczególni ukraińscy katolicy mogą chodzić do kościołów rzymskokatolickich;
- nawet pod inną nazwą, np. katolicy obrządku wschodniego, unici nie będą zarejestrowani i uznani, gdyż nie ma prawa sankcjonującego takie kroki.

Mimo tych ostrzeżeń, większość aktywnego kleru otwarcie kontynuowała swą duszpasterską posługę. Ponowna legalizacja Kościoła greckokatolickiego w sąsiedniej Czechosłowacji w czerwcu 1968 (co nie zostało cofnięte po inwazji radzieckiej w sierpniu) i późniejszy zwrot większości parafii oddanych w 1950 popieranej przez państwo Cerkwi Prawosławnej, ośmieliło unitów w Galicji i skłoniło kardynała Slipyja do wystosowania w 1968 memorandum do Prezydium Rady Najwyższej Ukrainy wzywającego do legalizacji Kościoła. Spotkanie przewodniczącego Rady Najwyższej ZSRR Nikołaja Podgornego z papieżem Pawłem VI 30 czerwca 1969 również przyczyniło się do powstania płonnych jak się okazało nadziei na bliski przełom w negocjacjach watykańsko-radzieckich dotyczących legalizacji Kościoła greckokatolickiego.
Jednakże podobnie jak w roku 1957, perspektywa, że Kościół unicki wyjdzie z podziemia, zmusiła w 1968 Rosyjską Cerkiew Prawosławną do zażądania od władz zapewnienia, że nie dopuszczą do tego. W październiku 1968 rozpoczęła się nowa fala represji przeciwko ukraińskiemu Kościołowi greckokatolickiemu. Jej kulminacją w latach 1968–1969 było aresztowanie i uwięzienie biskupa Wełyczkowskiego i dwóch działających w podziemiu księży. Na prowincji puste kościoły używane przez grekokatolików były niszczone przez władze lokalne lub wykorzystywane do różnych celów świeckich; kilka zostało zamienionych w muzea ateizmu. W kilku miejscowościach wydarzenia te doprowadziły do starć między milicją a wiernymi, a w paru przypadkach wierni zostali brutalnie pobici lub czasowo zatrzymani przez milicję. Kary grzywny nałożono na księży, których przyłapano na odprawianiu mszy.
Ta wznowiona fala represji przeciwko ukraińskiemu Kościołowi katolickiemu zbiegła się w czasie z moskiewskim atakiem na odstępstwa polityczne na Ukrainie, których przejawem było poparcie ukraińskich dysydentów dla sprawy Kościoła greckokatolickiego. Początek lat siedemdziesiątych również charakteryzował się znacznym wzrostem oszczerczych i zastraszających publikacji we wcześniejszych kampaniach antyukraińskich.
Te nowe ataki podzieliły kler unicki co do perspektyw legalizacji ich Kościoła. Wielu poddało się myśli, że reżim nigdy nie uzna Kościoła i że możliwe „kompromisowe” rozwiązania, wspominane przez funkcjonariuszy KGB w czasie przesłuchań, to tylko podstęp mający na celu obalenie, podzielenie i demoralizację Kościoła katakumbowego. Inni w dalszym ciągu szukali jakiegoś modus vivendi i mieli nadzieję na jakieś watykańsko-moskiewskie rozwiązanie uznające status ukraińskiego Kościoła katolickiego.
W latach 1972–1973 ukraińscy katolicy wystosowali do rządu wiele petycji w sprawie legalizacji Kościoła – obawa przed represjami utrudniała jednak zbieranie podpisów. Petycja zawieziona do Moskwy w lutym 1973 przez delegację pod przewodnictwem o. Wołodymyra Prokopiwa liczyła 1200 podpisów.
Inicjatywa ojca Prokopiwa, który usiłował zarejestrować Kościół pod tymi warunkami, nie znalazła zbyt dużego poparcia wśród kleru unickiego; widziano te propozycje jako jeszcze jedną próbę rozłamu Kościoła od środka. Końcowy akt Konferencji Bezpieczeństwa i Współpracy w Europie w Helsinkach z sierpnia 1975 oznaczał ważny krok w kierunku ustanowienia międzynarodowej kontroli praw człowieka w ZSRR, szczególnie swobody wyznaniowej. Dla podziemnego Kościoła unickiego, największej zakazanej grupy religijnej w Związku Radzieckim, proces helsiński, ze swoimi regularnymi konferencjami przeglądowymi, powołaniem niezależnych organów kontrolnych za granicą i nieformalnych grup helsińskich w ZSRR (ukraińska grupa kontrolna została powołana w listopadzie 1976), otworzył drogę do umiędzynarodowienia sprawy unickiej, poczynając od konferencji w Belgradzie w końcu 1977, sprawa ciągłego naruszania praw religijnych ukraińskich katolików była podnoszona bezpośrednio lub pośrednio w wystąpieniach i dokumentach delegacji amerykańskiej, kanadyjskiej, watykańskiej i innych państw zachodnich, stwarzając dla rządu radzieckiego poważny problem.
Późną wiosną 1978 podjęto jeszcze jedną próbę, najwyraźniej na skutek sugestii władz Ukrainy, znalezienia rozwiązania w formule „Kościół rzymskokatolicki obrządku wschodniego”. Grupa inicjatywna nakreśliła statut dla takiego Kościoła, proponując wyznaczonego przez papieża biskupa rzymskokatolickiego z Litwy jako jego głowę, chcąc ograniczyć działalność kleru do liturgii i obrządków (finanse i administracja spraw parafialnych miały być prowadzone przez świeckie parafialne komitety doradcze, jak zagwarantowano to w radzieckim prawie o „wierzeniach”).
5 czerwca 1978 projekt statusu został przedłożony Radzie ds. Religii w Moskwie, jednak sprawa nie miała dalszego ciągu. Nawet gdyby władze nie zwlekały z odpowiedzią, niepewność co do przyszłego kierunku watykańskiej „Ostpolitik” mogłaby wkrótce przesądzić o losach projektu. 6 sierpnia 1978 zmarł papież Paweł VI. Po nagłej śmierci 29 września tego samego roku jego następcy – Jana Pawła I, kolejnym papieżem został 16 października 1978 Jan Paweł II.

## Jan Paweł II i konfrontacje w sprawie Kościoła unickiego
Wstąpienie na Stolicę Apostolską Jana Pawła II oznaczało rozpoczęcie przez Watykan polityki popierającej sprawę ukraińskiego Kościoła katolickiego. Radzieckie obawy co do zamiarów nowego papieża zostały potwierdzone przez opublikowanie listu do kardynała Josyfa Slipyja, napisanego 19 marca 1979, a dotyczącego 1000-lecia chrztu Rusi Kijowskiej przypadającego w 1988. W swoim liście Jan Paweł II podkreślił ciągłą ważność unii brzeskiej, składał hołd ukraińskiemu episkopatowi katolickiemu, klerowi i wiernym, którzy jak pisał znoszą prześladowania i niesprawiedliwość dla Chrystusa i demonstrują wiarę w Krzyż i Kościół. Pośrednio kierując swe słowa do radzieckiego rządu, papież odwoływał się do Powszechnej Deklaracji Praw Człowieka, wzywając rządy do zezwolenia każdej wierzącej osobie wyznawania jej własnej wiary, jak również uczestnictwa w społeczności Kościoła, do którego dana osoba należy.
List papieski do Slipyja wywołał konsternację i obawę w watykańskim Sekretariacie ds. Jedności Chrześcijańskiej, wówczas kierowanym przez kardynała Johannesa Willebrandsa, jak również sprowokował wrogą reakcję Moskwy. Patriarchat Moskwy z miejsca odłożył spotkanie teologiczne z Kościołem rzymskokatolickim w Odessie, a 4 września 1979 przewodniczący Wydziału Stosunków Zewnętrznych Patriarchatu Moskiewskiego, metropolita kruticki i kołomieński Juwenaliusz, napisał do kardynała Willebrandsa, grożąc „publiczną krytyką”, jeśli Willebrands szybko nie objaśni „dokładnego znaczeniu” homilii papieskiej do Slipyja. Nieuspokojona dyplomatyczną odpowiedzią Willlebrandsa Moskwa zaprotestowała znów po tym, jak Jan Paweł II w 1980 zwołał nadzwyczajny światowy synod biskupów ukraińskich, na którym zatwierdził wybór arcybiskupa Myrosława Lubacziwśkiego na koadiutora z prawem sukcesji po arcybiskupie większym Lwowa, Josyfie Slipyju, w ten sposób zapewniając ciągłość metropolii unickiej w Galicji. Dalsze zaostrzenie stosunków na linii Moskwa-Watykan miało miejsce, gdy synod biskupów ukraińskich ponownie zebrał się w Rzymie, gdzie 2 grudnia 1980 przyjął postanowienie jednoznacznie określające „sobór lwowski” jako kanonicznie niebyły i nieważny.
Protest patriarchy musiał wywołać szeroką dyskusję w kurii na temat priorytetów w stosunkach politycznych i ekumenicznych Watykanu z Moskwą i wpływu moskiewskiego niezadowolenia na pozycję Kościoła rzymskokatolickiego w bloku radzieckim. Odpowiedź papieża została wysłana 24 stycznia 1981 i była kompromisem, który nie mógł usatysfakcjonować ani patriarchatu, ani ukraińskich katolików: Stolica Apostolska, wyrażając niezmiennie stanowisko przyznające prawa ukraińskiemu Kościołowi katolickiemu, ubolewa, że oświadczenie ukazało się w prasie, zanim i nadarzyła się okazja do przestudiowania dokumentów. Dlatego też Stolica Apostolska niezwłocznie powiadomiła wszystkie nuncjatury w krajach, gdzie żyją społeczności ukraińskich katolików, o fakcie, że te teksty nie otrzymały aprobaty i nie miały charakteru oficjalnego.
Stanowisko prasy radzieckiej wiosną 1980 nie pozostawiało wątpliwości, że Jan Paweł II jest postrzegany jako zręczny i groźny wróg. Dlatego też rozwinięto antypapieską i antyunicką kampanię, którą na Ukrainie kierował Łeonid Krawczuk. Poinformował on konferencję biskupów prawosławnych, że władze na Ukrainie rozpoczęły masową akcję propagandową i podjęły środki administracyjne w celu zwalczania popieranej przez Watykan „nacjonalistyczno-klerykalistycznej akcji wywrotowej”.

## Etap przejściowy
Ostatnie lata Breżniewa i przejściowe rządy Jurija Andropowa i Konstantina Czernienki charakteryzowały się wzrostem kontroli policyjnej, atakowaniem wszelkich form odmienności ideologicznej i eskalacją tzw. kontrpropagandy przeciw takim obcym wpływom, jak: nacjonalizm, katolicyzm, fundamentalizm religijny, syjonizm i amerykański imperializm. W czasie gdy następowało stopniowo „patriotyczne” zbliżenie między Kremlem a Rosyjską Cerkwią Prawosławną, zakazany ukraiński Kościół katolicki został poddany kolejnej fali represji. W ciągu pierwszej połowy 1980 zamordowano 3 unickich księży, a na początku 1981 3 innych uwięziono. W tym samym czasie radziecka tajna policja zastosowała nowe i bardziej wyrafinowane metody penetracji i manipulacji w celu podziału podziemnego Kościoła i naruszenia jego wiarygodności za granicą.
Także na początku lat 80. niektórzy księża oraz młodzi zaangażowani świeccy podjęli starania na rzecz rozpowszechnienia za granicą informacji o dramatycznym położeniu unitów i ich drodze do realizacji Kościoła. We wrześniu 1982 uformowała się pod przewodnictwem Josypa Tereli „Grupa Inicjatywna na rzecz Obrony Praw Wiernych i Kościoła”. Po jego aresztowaniu i skazaniu na rok więzienia w grudniu 1982, kierownictwo Grupy objął Wasyl Kobryn, który z kolei został uwięziony i skazany na 3 lata przymusowych robót w listopadzie 1984. Od początku 1984 Grupa zaczęła rozpowszechniać nieregularnie ukazujący się biuletyn „Kronika Kościoła Katolickiego na Ukrainie”, w większości przygotowywany przez Josypa Terelę.
Jedną z przyczyn pojawienia się biuletynu, mimo złej atmosfery wokół ruchu na rzecz legalizacji ukraińskiego Kościoła katolickiego, było poczucie pogłębiającego się kryzysu w Kościele katakumbowym. Źródłem tego kryzysu było starzenie się i wymieranie księży, którzy byli kształceni w „normalnych” warunkach (przed niszczeniem Kościoła), i nie mogli być zastąpieni przez taką samą liczbę równie dobrze przygotowanych młodych kapłanów. Innym powodem było to, że przez prawie 40 lat przybywało coraz więcej „kryptokatolików”, którzy chodzili do cerkwi prawosławnych. Pracowała wśród nich nowa generacja ortodoksyjnych księży, którzy nie wychowali się w tradycji unickiej i stopniowo zniechęcali się do ukraińskiego Kościoła katolickiego i mogło nie powrócić do niego, póki był w podziemiu i nie zapewniał sobie uznania reżimu.
7 września 1984 w Rzymie zmarł kardynał Slipyj. Jego następcą został, tak jak planowano, arcybiskup Myrosław Lubacziwśkyj, którego 25 maja 1985 papież Jan Paweł II mianował kardynałem.

## Rządy Gorbaczowa
Objęcie przywództwa partii przez Michaiła Gorbaczowa i rozpoczęcie pieriestrojki przyniosło wiele politycznych ustępstw. W latach 1986–1987 prawie wszyscy ukraińscy więźniowie polityczni i religijni zostali zwolnieni i udowodnili, że są ostoją odnowionego ruchu na rzecz ludzkich, narodowych i religijnych praw na Ukrainie.
Gdy stopniowo malała obawa przed masowymi policyjnymi represjami, Kościół katakumbowy stawał się śmielszy i bardziej widoczny, poddał próbie granice reform Gorbaczowa, reaktywując Grupę Inicjatywną, która w końcu 1987 – po wyjeździe Tereli do Kanady – została zamieniona w Komitet Obrony Ukraińskiego Kościoła Katolickiego, na czele którego stanął niedawno zwolniony z więzienia dysydent polityczny Iwan Hel.
Komitet rozpoczął wydawanie nie cenzurowanego czasopisma „Chrystjanskyj Hołos”, zastępującego „Kronikę”. Korzystając z głasnosti, ukraińscy działacze katoliccy zorganizowali kampanię na rzecz przywrócenia Kościołowi statusu sprzed 1945 – odprawiali publiczne nabożeństwa dla dużej liczby wiernych unickich, szczególnie w miejscach pielgrzymek, zbierali petycje wzywające do ponownego otwarcia ukraińskich kościołów katolickich, całkowitej rehabilitacji i legalizacji Kościoła oraz zachęcali do publicznej konfrontacji z władzami w sprawie konstytucyjnego prawa ukraińskich katolików do wyznania religijnego. Zyskując poparcie nieukraińskich grup dysydenckich w Związku Radzieckim, Komitet zaczął również dostarczać zachodnim środkom masowego przekazu pisemne oraz nagrane na taśmy magnetofonowe i wideokasety dowody istnienia masowego poparcia dla realizacji Kościoła greckokatolickiego i świadczące o represyjnych środkach stosowanych przez władze radzieckie.
Na początku sierpnia 1987 grupa ukraińskich księży katolickich, zakonników i osób świeckich, wśród których byli biskupi Pawło Wasyłyk i Iwan Semedij ogłosiła, że „wychodzi z podziemia”, i wezwała papieża, żeby „poparł wszystkimi możliwymi sposobami legalizację ukraińskiego Kościoła katolickiego w ZSRR”. Niebawem inni ukraińscy biskupi katoliccy, m.in. metropolita Wołodymyr Sterniuk ze Lwowa i biskup Sofron Dmyterko z Iwano-Frankowska, dołączyli do żądających legalizacji. Papież Jan Paweł II wielokrotnie wypowiadał się w sprawie ukraińskich katolików w ZSRR, wielkie nadzieje wiązano ze zbliżającymi się uroczystościami 1000-lecia chrztu Rusi-Ukrainy.
Papież obchodził milenium wspólnie z dostojnikami ukraińskiego Kościoła katolickiego i pielgrzymami w Rzymie w lipcu 1988. Swój przyjazd uzależnił od możliwości złożenia wizyty pasterskiej w ukraińskim Kościele katolickim, zażądał również symbolicznej ceny za wysłanie wysokiej rangi delegacji na uroczystości milenijne w Moskwie i Kijowie – oficjalnego spotkania między kardynałami Agostino Casarolim i Johannesem Willebrandsem, a delegacją ukraińskiego Kościoła katolickiego pod przewodnictwem biskupów Fyłymona Kurczaba i Pawła Wasyłyka, które miało nastąpić w Moskwie 10 czerwca.
17 września 1988 władyka Pawło Wasyłyk został zaproszony do Moskwy, gdzie przy okrągłym stole omawiano sprawy związane z UKGK w ZSRR. Uczestnikami tego spotkania byli także czterej amerykańscy senatorowie i przedstawiciele Rady Najwyższej ZSRR.
Jednak władze sowieckie w Moskwie i na Ukrainie, które długo zaprzeczały istnieniu ukraińskiego Kościoła katolickiego, odrzuciły inicjatywy na rzecz legalizacji. Radziecki rzecznik prasowy argumentował, że legalizacja jest wewnętrzną sprawą Rosyjskiej Cerkwi Prawosławnej, a ta przeciwstawia się jakimkolwiek zmianom istniejącego stanu na zachodniej Ukrainie. Urzędnicy oświadczali, że ukraiński Kościół katolicki nie jest organizacją religijną, lecz „czysto polityczną”, „nacjonalistyczną” i „separatystyczną” i dlatego nie nadaje się do rejestracji jako związek wyznaniowy. Nadal twierdzono również, że Kościół unicki gromadzi przywódców nacjonalistycznych, również w swoich organizacjach za granicą.
Rosyjska Cerkiew Prawosławna, której położenie uległo znacznej poprawie od 1987 roku, wypowiadała się w kraju i za granicą przeciwko odwołaniu stalinowskiego zakazu działalności Kościoła greckokatolickiego i przeciwko temu, by moskiewski patriarchat zrezygnował z przymusowego „włączenia” diecezji i parafii unickich w Galicji i na Zakarpaciu. Pod koniec 1988 władze sowieckie zareagowały na dążenie do legalizacji ukraińskiego Kościoła katolickiego przekazaniem ponad 700 dotychczas zamkniętych prowincjonalnych kościołów unickich pospiesznie utworzonym prawosławnym „dwudziestkom” (ówczesne przepisy określały, że 20 wiernych może wysłać petycję, żeby zarejestrować się jako wspólnota religijna) przeważnie w greckokatolickiej społeczności. W lecie 1988 przyjęto nowe represyjne dekrety o publicznych zgromadzeniach i demonstracjach „bez zezwolenia” oraz stosowano je wobec ukraińskiego kleru katolickiego i działaczy świeckich, nakładając na nich wyjątkowo wysokie grzywny i kary administracyjne.
7 lutego 1989 delegacja UKGK udała się na rozmowy do Moskwy. Jej przewodniczący, Pawło Wasyłyk, domagał się od centralnych władz sowieckich uznania UKGK. 16 maja 1989, w przeddzień Zjazdu Deputatów Ludowych ZSRR, do Moskwy przybyła ponownie delegacja UKGK w składzie: biskupi Pawło Wasyłyk, Sofron Dmyterko, Fyłymon Kurczaba, księża H. Simkajło, W. Wijtyszyn (obecny biskup iwanofrankowski), T. Seńkiw, Ihor Woźniak (obecny abp lwowski) oraz liczni wierni świeccy, by spotkać się z prezydentem Michaiłem Gorbaczowem.
Spodziewano się, że mające wejść w życie nowe prawo o wolności sumienia pomoże w legalizacji ukraińskiego Kościoła katolickiego. Jednakże w maju 1989 Filaret (Denysenko), prawosławny metropolita Kijowa i egzarcha Ukrainy, ogłosił na konferencji prasowej we Lwowie, w obecności przewodniczącego Rady ds. Religii na Ukrainie, M.P. Kołesnyka, że nowe prawo „nie reanimuje” unitów i zasugerował, że „ukraińscy katolicy” powinni uczęszczać do czynnych kościołów rzymskokatolickich, podczas gdy ci unici, którzy czują się silnie związani z obrządkiem wschodnim, mogą chodzić do cerkwi prawosławnych. Twierdził, że legalizacja Kościoła unickiego mogłaby sprowokować starcia między grekokatolikami a prawosławnymi.

## Radykalizacja dążeń legalizacyjnych

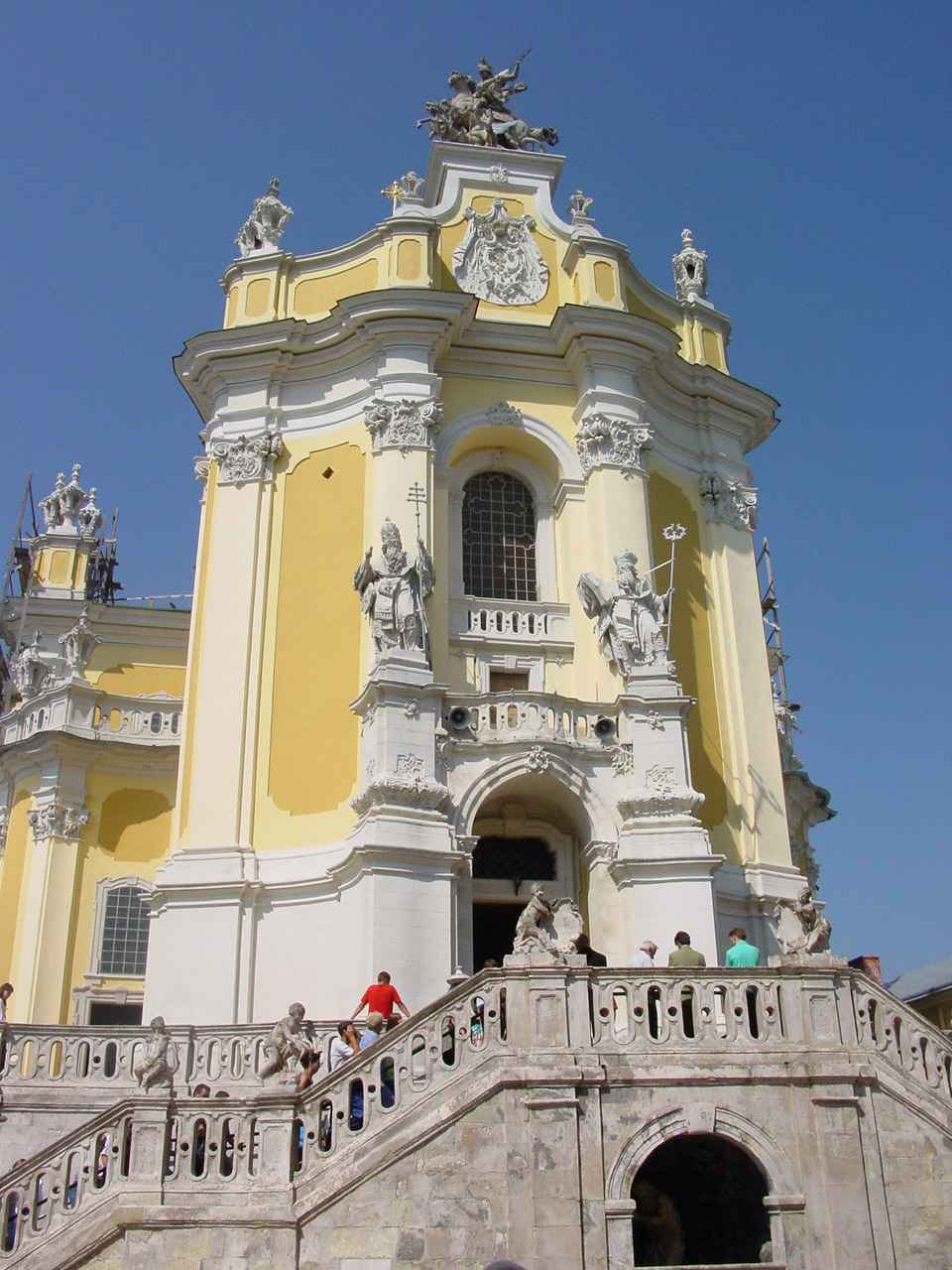
Sobór św. Jura we Lwowie

W odpowiedzi na deklarację metropolity Filareta, że ukraiński Kościół katolicki nigdy nie będzie zalegalizowany, 4 biskupów i 10 księży wystosowało 16 maja apel do Gorbaczowa. Odrzucali w nim polityczni 160 oskarżenia pod adresem Kościoła, deklarowali poparcie dla reform Gorbaczowa i domagali się legalizacji Kościoła.
Delegacja pod przewodnictwem biskupów Fyłymona Kurczaba, S. Dmyterko i Pawła Wasyłyka odleciała do Moskwy na obiecane na 17 maja spotkanie z Prezydium Rady Najwyższej. Kiedy do spotkania nie doszło, biskupi i księża rozpoczęli strajk głodowy w Moskwie, który przyciągnął zagraniczne ekipy telewizyjne i trafił na czołówki gazet. Następnego dnia delegacja została przyjęta przez przedstawiciela Prezydium, któremu przekazała petycję do Gorbaczowa. Po odjeździe delegacji grupy ukraińskich katolików na zmianę prowadziły w Moskwie strajki głodowe przez cztery miesiące. Były one połączone z publicznymi nabożeństwami i agitacją ukraińskich deputowanych do Zjazdu Deputowanych Ludowych ZSRR, czterech z nich bez powodzenia usiłowało przedstawić sprawę legalizacji Kościoła unickiego na sesjach Zjazdu. Działania ukraińskich katolików w Moskwie przyciągnęły nie tylko uwagę międzynarodowej opinii publicznej, ale również uzyskały poparcie rosyjskich dysydentów prawosławnych i kół demokratycznych. Jednakże największym osiągnięciem głodujących w Moskwie był życzliwy rozgłos nadany przez reformatorskie „Moskowskije nowosti”. Po raz pierwszy radziecka gazeta podważyła oficjalną wersję „zjednoczenia unitów” i obwiniała Rosyjską Cerkiew Prawosławną o stałe popieranie represyjnych metod Stalina wobec zwolenników Kościoła unickiego.
Sprawa legalizacji ukraińskiego Kościoła katolickiego poważnie podważyłaby pozycję Rosyjskiej Cerkwi Prawosławnej na zachodniej Ukrainie i dlatego też patriarchat moskiewski i machina partyjna Wołodymyra Szczerbyckiego mocno się jej przeciwstawiali. Sprawa unitów doprowadziła na przełomie maja i czerwca 1989 do podziału w szeregach radzieckich polityków, opóźniając przyjęcie długo oczekiwanego „Prawa o wolności sumienia”. Spowodowała, że Jurij Christoradnow zastąpił Konstantina Charczewa na stanowisku przewodniczącego Rady i Religii ZSRR. Jurij Kaszlew, który przewodniczył radzieckiej delegacji na konferencję wiedeńską wyraził opinię, że każde wyznanie ma prawo być zarejestrowane. W dyskusjach o Kościele unickim problem uznawany dotąd za wewnętrzne zagadnienie Cerkwi prawosławnej został przeniesiony w sferę praw i obowiązków państwa. Kaszlew podkreślał również, że kwestia unitów musi być jak najszybciej rozwiązana.
Głównym wydarzeniem, które pomogło osłabić sprzeciw wobec legalizacji ukraińskiego Kościoła katolickiego, była bezprecedensowa publiczna demonstracja we Lwowie 17 września 1989, w której, według oficjalnych danych, wzięło udział ponad 100 tysięcy stronników nielegalnego ukraińskiego Kościoła katolickiego. Duże demonstracje miały miejsce również w innych miastach zachodniej Ukrainy. Ruch na rzecz legalizacji, kierowany przez Iwana Hela, został wzmocniony przez ukraińską inteligencję miejską, która organizowała się w różnych nieformalnych stowarzyszeniach, w tym w Ludowym Ruchu na rzecz Przebudowy na Ukrainie.
20 września Szczerbycki i Wiktor Czebrikow zostali usunięci z Biura Politycznego, a cztery dni później Szczerbycki został zastąpiony na stanowisku I sekretarza KPU przez Wołodymyra Iwaszkę. W ten sposób z głównych władz KPU zostali wyeliminowani zwolennicy dotychczasowego kursu wobec grekokatolików. Plenum I KC z 18 października odzwierciedlało pogłębiającą się niepewność w ukraińskim kierownictwie partyjnym w stosunku do przyszłego statusu ukraińskiego Kościoła katolickiego.
W miarę wzrastania napięć w Galicji na tle przyszłości miejscowej Rosyjskiej Cerkwi Prawosławnej, lwowska parafia św. św. Piotra i Pawła 19 sierpnia 1989 ogłosiła się częścią Autokefalicznej Ukraińskiej Cerkwi Prawosławnej (AUCP). Wkrótce dwie inne parafie w tym mieście postąpiły tak samo, a w dalszej kolejności analogiczny krok podjęło kilkaset parafii w całej Galicji. Choć władze początkowo nałożyły na nie sankcje administracyjne, to później zrezygnowały z tego, gdyż chciały uniknąć konfrontacji z parafiami i lokalną organizacją „Ruchu”, który rozszerzył swe wpływy na AUCP. Nie jest również wykluczone, że urzędnicy radzieccy widzieli w zwolennikach autokefalii mniejsze zło niż w unitach. Możliwe jest również, że władze spodziewały się wybuchu konfliktu między unitami i zwolennikami autokefalii w obrębie struktur prawosławnych, co w rezultacie podzieli ukraiński ruch narodowy.
22 października biskup Rosyjskiej Cerkwi Prawosławnej Jan (Bodnarczuk) (pochodzący z Galicji), który właśnie opuszczał swoje biskupstwo w Żytomierzu, zaakceptował urząd zwierzchnika Cerkwi autokefalicznej. 29 października ukraińscy katolicy pod przewodnictwem młodego księdza Jarosława Czuchnyja pokojowo zajęli największą we Lwowie cerkiew Przemienienia Pańskiego, do czasu zwrotu soboru św. Jura w sierpniu 1990. Cerkiew Przemienienia Pańskiego stała się centrum ukraińskiego katolicyzmu w Galicji. 26 listopada, na tydzień przed spotkaniem Gorbaczowa z papieżem Janem Pawłem II w Rzymie, zorganizowano kolejną masową demonstrację, w której uczestniczyło ponad 100 tys. wiernych.

## Częściowe uznanie katolików obrządku wschodniego
Stolica Apostolska poruszała kwestię praw ukraińskich katolików w licznych bezpośrednich i pośrednich kontaktach z radzieckimi przywódcami od czasu ocieplenia stosunków radziecko-watykańskich na początku lat sześćdziesiątych, lecz bez zadowalającego oddźwięku. Papież Jan Paweł II ponownie zakomunikował swoje pragnienie legalizacji ukraińskiego Kościoła katolickiego rządowi radzieckiemu w czerwcu 1988, kiedy to wysokiej rangi delegacja watykańska pod przewodnictwem kardynałów Casarolego i Willebrandsa uczestniczyła w uroczystościach prawosławnych w Moskwie z okazji 1000-lecia chrztu Rusi Kijowskiej.
Gorbaczow odpowiedział na propozycję papieża z 1988 dopiero w sierpniu 1989. Została nawiązana korespondencja między Kremlem i moskiewskim patriarchatem a Stolicą Apostolską. Gorbaczow utrzymywał, że to Watykan i moskiewski patriarchat muszą osiągnąć konsensus w kwestii unickiej; później przedstawiono rozwiązanie (przesłane w liście patriarchy Pimena do papieża 16 sierpnia 1989), które było nie do przyjęcia przez Stolicę Apostolską: faktyczną likwidację Kościoła unickiego przez przyłączenie do Cerkwi Prawosławnej tych unitów, którzy przedkładają obrządek wschodni nad katolickie dogmaty, a do Kościoła rzymskokatolickiego tych, którzy są bardziej przywiązani do katolicyzmu.
Strategia Moskwy polegała na wyciągnięciu korzyści z historycznej „błędnej linii” w Kościele greckokatolickim między jego „wschodnimi” a „rzymskimi” orientacjami, nagromadzonych tarć między Watykanem a autonomicznym („patriarcha Inym”) ruchem w emigracyjnym ukraińskim Kościele katolickim. Kompromisowa formuła została obmyślona podczas wizyty w Moskwie w dniach 19–21 października arcybiskupa Angelo Sodano, watykańskiego sekretarza do spraw stosunków międzynarodowych, który spotkał się z Gorbaczowem, ministrem spraw zagranicznych, Eduardem Szewardnadze i Jurijem Christoradnowem, przewodniczącym Rady ds. Religii. Stolica Apostolska została zapewniona, że nowe prawo o wolności sumienia i organizacjach religijnych zalegalizuje ukraiński Kościół katolicki, ale strona radziecka nalegała, żeby poszczególne aspekty legalizacji zostały uzgodnione przez Stolicę Apostolską, rząd radziecki i moskiewski patriarchat na zasadzie ściślejszego dialogu ekumenicznego pomiędzy Kościołem rzymskokatolickim a Rosyjską Cerkwią Prawosławną.
Żądania papieża dotyczące uznania ukraińskiego Kościoła katolickiego w ZSRR zostały powtórzone w jego odpowiedzi na sierpniowy list patriarchy Pimena, dostarczony 1 listopada Świętemu Synodowi przez kardynała Willebrandsa i jego następcę na stanowisku przewodniczącego Pontyfikalnej Rady na rzecz Sprzyjania Jedności Chrześcijańskiej, arcybiskupa E. Cassidy. Patriarchat Moskwy jedynie zgodził się z rządem, że katolicy obrządku wschodniego powinni mieć prawo wyznawania wiary legalnie. Kwestia ich dostępu do placówek duszpasterskich i inne nie rozwiązane problemy miały być pozostawione przyszłym negocjacjom między Watykanem a patriarchatem. Takie było faktyczne ostateczne stanowisko Rosyjskiej Cerkwi Prawosławnej, zakomunikowane papieżowi w przesłaniu patriarchy Pimena, przywiezionym do Rzymu przez metropolitę Juwenaliusza (Pojarkowa) 27 listopada.
Spotkanie Gorbaczowa z papieżem 1 grudnia 1989 oznaczało przede wszystkim zbliżenie między Watykanem a Kremlem. Podczas gdy papież ponownie wyrażał pragnienie, żeby katolicy łacińskiego i wschodniego obrządku mogli dowolnie praktykować swą wiarę, Gorbaczow zapewniał Jana Pawła II, że zapowiadana ustawa o wolności sumienia da wszystkim wolność religijną. W zasadzie osiągnięto porozumienie co do ustanowienia bilateralnych stosunków dyplomatycznych, a papież przyjął zaproszenie Gorbaczowa do odwiedzenia Związku Radzieckiego. Stwierdzając, że otwarta legalizacja Kościoła unickiego spowodowałaby niepokoje na tle religijnym na zachodniej Ukrainie i doprowadziłaby do konfliktu z moskiewskim patriarchatem, Gorbaczow odmówił wzięcia bezpośrednio przez rząd odpowiedzialności za rozwiązanie problemu ukraińskiego Kościoła katolickiego, pozostawiając tę kwestię do opracowania na zasadzie dialogu ekumenicznego między moskiewskim patriarchatem a Watykanem.
1 grudnia 1989 Agencja Prasowa „Nowosti” i środki masowego przekazu na zachodniej Ukrainie przekazały krótką „Deklarację Rady do Spraw Religii skierowaną do Rady Ministrów Ukraińskiej SRR”, datowaną na 20 listopada. Depesza „Nowosti” ze Lwowa nazywała „Deklarację” faktycznym uznaniem praw istniejącego dotychczas w podziemiu ukraińskiego Kościoła katolickiego, który został zakazany przez pseudosobór lwowski. Tekst jednak stwierdzał, że: Grekokatolicy mogą korzystać ze wszystkich praw, które są przewidziane ustawą o stowarzyszeniach zarejestrowanych w Ukraińskiej SRR, pod warunkiem, że bezwzględnie będą przestrzegać konstytucji republiki i ustawodawstwa w sprawie wierzeń. Wszystkie struktury kultu, zagarnięte nielegalnie przez wiernych, powinny być zwrócone miejscowym radom deputowanych ludowych. Przekazywanie tych budynków związkom religijnym będzie realizowane zgodnie z wolą wyrażaną przez samych wiernych. „Deklaracja” zapowiadała przeprowadzenie w razie konieczności referendów z udziałem niezależnych obserwatorów i ostrzegała przed wywieraniem jakiegokolwiek wpływu na wiernych.
Podczas gdy „Deklaracja” jawnie usiłowała zwolnić tempo przywracania ukraińskiego Kościoła katolickiego, późniejszy komentarz przewodniczącego Ukraińskiej Rady do Spraw Religii, M. P. Kołesnyka, wyjaśnił, że Rada nie uznała zbiorowej, kanonicznej struktury i hierarchii ukraińskiego Kościoła katolickiego, lecz tylko prawo „grupy wiernych” do starania się o rządową rejestrację (uznanie) i szukania możliwości wydzierżawienia od władz nieczynnych pomieszczeń kultu. Nie było mowy ani o zwrocie cerkwi greckokatolickich lub innych własności kościelnych, które zostały upaństwowione, ani o anulowaniu decyzji pseudosoboru lwowskiego z 1946, formalnej rehabilitacji Kościoła czy zrekompensowaniu mu doznanych krzywd.
Odpowiedzią ukraińskich katolików na obietnicę legalizacji było przejmowanie dawnych świątyń od Rosyjskiej Cerkwi Prawosławnej. Do stycznia 1990 ponad 120 obiektów odzyskano w Galicji, do końca miesiąca liczba ta wzrosła do 230 na terenie diecezji lwowskiej i tarnopolskiej i 140 na terenie diecezji iwano-frankowskiej.
Do czerwca, według ukraińskich katolików, 803 cerkwie zostały przejęte przez nowo utworzone, choć wciąż w większości nie zarejestrowane, parafie unickie w diecezji lwowskiej, około 500 na terenie eparchii iwano-frankowskiej (stanisławowskiej) i 12 na Zakarpaciu. Około 370 kapłanów prawosławnych przystąpiło do ukraińskiego Kościoła katolickiego w Galicji. To zwiększyło liczbę tamtejszych księży unickich do 767, łącznie ze 186 zakonnikami. Do czerwca utworzono ogółem w Galicji 1592 parafie greckokatolickie, przejmując 1303 kościoły. Do nowo otwartych seminariów duchownych przyjęto 485 alumnów. W przybliżeniu 700 sióstr zakonnych aktywnie działało w Kościele greckokatolickim na zachodniej Ukrainie. W tym samym czasie około 500 parafii prawosławnych przystąpiło do Ukraińskiej Cerkwi Autokefalicznej.
Masowe przejmowanie przez ukraińskich katolików ich dawnych cerkwi wywołało falę protestów w kręgach Moskiewskiego Patriarchatu, dostojników i biskupów prawosławnych na zachodniej Ukrainie. Oskarżyli oni unitów, że nielegalnie zajmują budynki sakralne, zastraszają wiernych i prześladują kler.
Zmiana stanowiska ukraińskiego aparatu partyjno-rządowego miała wpływ również na Rosyjską Cerkiew Prawosławną. Do 1989 kierownictwo egzarchatu uznało za konieczne poczynienie kilku zdawkowych ustępstw na rzecz języka ukraińskiego. W styczniu 1990 Ukraiński Egzarchat Rosyjskiej Cerkwi Prawosławnej został przekształcony w Kościół autonomiczny Ukraińska Cerkiew Prawosławna. Po czerwcu 1990 miejscowy synod Rosyjskiej Cerkwi Prawosławnej wyraził swoje zaniepokojenie stratami Kościoła na zachodniej Ukrainie na rzecz unitów i zwolenników Cerkwi Autokefalicznej. Nowo wybrany patriarcha Moskwy Aleksy II oraz specjalna komisja Świętego Synodu odwiedziła Ukrainę.
W odpowiedzi na deklarację suwerenności radzieckiej Ukrainy z 16 lipca Rosyjska Cerkiew Prawosławna nadała Ukraińskiemu Kościołowi Prawosławnemu status autonomicznego, co oznaczało jednak pozostanie w Patriarchacie Moskiewskim.
19 sierpnia ukraiński Kościół greckokatolicki odzyskał historyczny sobór św. Jura we Lwowie, a 1 listopada przyległy doń pałac. We wrześniu 250 studentów rozpoczęło naukę w seminarium archidiecezjalnym w Rudnie, innych 47 seminarzystów uczyło się w Drohobyczu. W Iwano-Frankowsku około 300 studentów teologii uczęszczało na zaimprowizowane wykłady. Zakon bazylianów otworzył małe seminarium dla 70 alumnów i nowicjat w klasztorze krechowskim.
W warunkach dalszego wzrostu napięcia między prawosławnymi a unitami 10 września w Moskwie spotkały się ponownie delegacje Watykanu i Moskiewskiego Patriarchatu, później dołączyli do nich trzej biskupi greckokatoliccy i ich prawosławni partnerzy. Lecz 14 września rosyjscy delegaci prawosławni opuścili rozmowy po tym, jak strona katolicka jednomyślnie odrzuciła ich żądania zwrotu obecnie unickich cerkwi we Lwowie i Iwano-Frankowsku. Wkrótce potem trójstronna międzykościelna komisja obwodowa we Lwowie rozpadła się, gdyż przedstawiciele Ukraińskiej Cerkwi Prawosławnej i Ukraińskiej Autokefalicznej Cerkwi Prawosławnej wycofali się z niej twierdząc, że władze lokalne faworyzują Cerkiew greckokatolicką w przydziale budynków sakralnych. W tym samym czasie zwierzchnik ukraińskiego Kościoła katolickiego kardynał Myrosław Lubacziwski zapowiedział, że zamierza odwiedzić wiernych na Ukrainie wiosną 1991.
31 marca 1991, w związku z legalizacją Kościoła katolickiego obrządku bizantyjsko-ukraińskiego w USRR kardynał Lubacziwski uroczyście powrócił do Lwowa, by objąć obowiązki arcybiskupa większego Lwowa i zwierzchnika Ukraińskiej Cerkwi Greckokatolickiej na Ukrainie, które sprawował aż do śmierci w r. 2000, już w niepodległej Ukrainie.

## Ukraińska Cerkiew greckokatolicka w podziemiu –didaskalia
W latach 1946–1990 Kościół greckokatolicki był największą podziemną organizacją religijną w ZSRR, udzielającą wbrew sowieckim władzom sakramentów i nauczającą potajemnie religii. W katedrze łacińskiej we Lwowie o. Rafał Kiernicki udzielał sakramentów wiernym Kościoła greckokatolickiego. Samizdatowe pismo Kościoła greckokatolickiego Віра Батьків (Wira Bat’kiw) (pol. Wiara ojców) redagował i wydawał Teodozjusz Starak, po uzyskaniu niepodległości przez Ukrainę pierwszy poseł Ukrainy w Polsce.